# Колицко
Колицко (мкд. Колицко) је насеље у Северној Македонији, у северном делу државе. Колицко припада општини Куманово.

## Географија
Колицко је смештено у северном делу Северне Македоније. Од најближег града, Куманова, село је удаљено 20 km југоисточно.
Насеље Колицко се налази у историјској области Средорек. Село је смештено на на северним падинама Градиштанске планине, на приближно 510 метара надморске висине.
Месна клима је континентална.

## Становништво
Колицко је према последњем попису из 2002. године имало 86 становника.
Већинско становништво у насељу су етнички Македонци (96%), а остало су Срби.
Претежна вероисповест месног становништва је православље.